# Mérig
Mérig oder Merig, früher auch Vergel Island oder Île Sainte Claire, ist eine kleine Insel im Archipel der Banks-Inseln im Norden des pazifischen Inselstaates Vanuatu. Administrativ gehört die Insel, wie alle Banks-Inseln, zur Provinz Torba.

## Geographie
Mérig liegt etwa auf halbem Weg zwischen Gaua im Westen und Mere Lava im Osten, von denen sie  21 km bzw. 26 km entfernt liegt. Die nahezu runde Insel hat einen Durchmesser von 800 m, einen Umfang von 2,2 km sowie eine Fläche von 0,5 km². Sie ist vulkanischen Ursprungs und erreicht eine Höhe von 125 m über dem Meer. Mérig hat 12 Einwohner, die alle im Dorf Lévolvol leben. Die Bevölkerung spricht Mwerlap, eine Melanesische Sprache aus der Gruppe der Ozeanischen Sprachen. 